# InSight
InSight este o navă spațială robotizată concepută pentru a studia interiorul profund al planetei Marte. A fost lansată la 5 mai 2018, la ora 11:05 UTC. La 26 noiembrie 2018, la ora 19:52:59 UTC, după o călătorie de 485 milioane km, landerul a amartizat cu succes la Elysium Planitia, unde va pune în funcțiune un seismometru și va îngropa o sondă termică. De asemenea, va efectua o serie de experimente radio științifice pentru a completa studiile despre structura internă și rotația lui Marte.

## Legături externe
- InSight Arhivat în 27 noiembrie 2018, la Wayback Machine. NASA
- InSight NASA – Mars Exploration Program
- InSight NASA (video/03:31; 18 November 2018; Details)
- InSight NASA (video/01:38; 26 November 2018; Landing)
- InSight NASA — InSight Raw Images